# ۴۰۰ روز
۴۰۰ روز (انگلیسی: 400 Days) یک فیلم مستقل به گونه روانشناسانه و علمی تخیلی محصول سال ۲۰۱۵ آمریکا است.

## خلاصه داستان
"400 روز" درباره ی چهار فضانورد است که در یک ماموریت شبیه سازی شده به یک سیاره ی دور فرستاده می شوند تا در مورد اثرات روانشناختی سفر به عمق فضا تحقیق کنند...